# Samoa Korean Baptist Church Football Club
Maillots
Le Samoa Korean Baptist Church Football Club est un club samoan-américain de football basé à Pago Pago, sur l'île de Tutuila. Son palmarès compte deux titres nationaux remportés la même année, en 2013 : un titre de champion et une coupe nationale.

## Histoire
Le club est fondé à Pago Pago en 2011. Il s'engage dans le championnat de deuxième division l'année suivante, qu'il remporte et lui permet donc d'être promu parmi l'élite. Dès sa première saison en première division, SKBC FC gagne le championnat national et il réalise même le doublé en remportant également la Coupe nationale. Il maintient son niveau les deux saisons suivantes en terminant toujours dans les quatre premiers, sans gagner de nouveau titre. À partir de 2016, le club n'est plus engagé dans le championnat.  
Ce succès en championnat a permis au club de participer à la Ligue des champions de l'OFC, où les Samoa américaines peuvent engager un club lors du tour préliminaire. Lors de leurs débuts continentaux, durant l'édition 2014-2015, SKBC ne parvient pas à sortir de la poule, avec un bilan d'un match nul lors de son match inaugural face à Puaikura FC, suivi de deux défaites.

## Palmarès
- Championnat des Samoa américaines (1) :
  - Vainqueur en 2013

- Coupe des Samoa américaines (1) :
  - Vainqueur en 2013

- Championnat des Samoa américaines D2 (1) :
  - Vainqueur en 2012